# Alta Badia

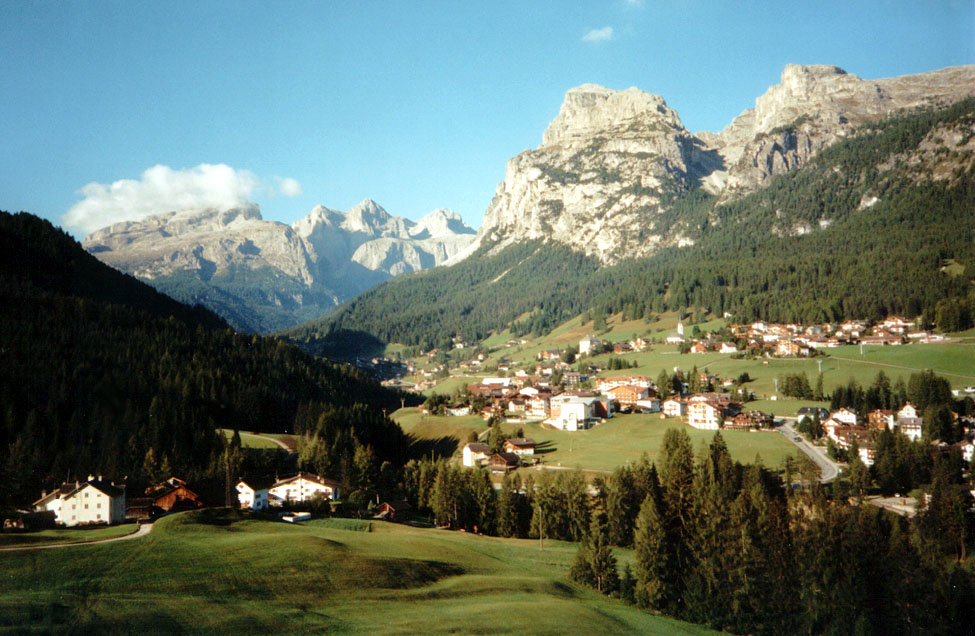
Blik vanaf Abtei op Sella en Sassongher

Alta Badia (Ladinisch en Italiaans voor Hoogabtei, ook Hoogabteidal) is een toerismevereniging en skigebied in het zuiden van het Gadertal in de Zuid-Tiroler Dolomieten (Italië). Het omvat de grotendeels Ladinischtalige gemeenten Corvara, Abtei en Wengen.

## Skigebied Alta Badia
Het skigebied Alta Badia, tussen 1400 en 2700 meter boven zeeniveau gelegen, biedt optimale skiomstandigheden van november tot april. Het omvat 95 pistes. Samen met nog elf andere skigebieden waaronder Kronplatz vormt het de skigebiedsvereniging Dolomiti Superski.

## Skiwereldbeker Alta Badia
De Gran Risa bevindt zich in het gebied van de gemeente Abtei. De Gran Risa is vooral bekend vanwege de talrijke wedstrijden voor de wereldbeker alpineskiën. Het staat bekend als een van de zwaarste trajecten in de skiwereldbeker. Sinds 1990 worden de wereldbeker-reuzenslaloms van de mannen jaarlijks gehouden op de Gran Risa.

## Maratona dles Dolomites
De Maratona dles Dolomites is een wielerwedstrijd in de Dolomieten rondom Alta Badia. Het vindt jaarlijks plaats op de eerste zondag van juli.